# Гейзел (Кентуккі)
Гейзел (англ. Hazel) — місто (англ. city) в США, в окрузі Калловей штату Кентуккі. Населення — 390 осіб (2020).

## Географія
Гейзел розташований за координатами 36°30′20″ пн. ш. 88°19′30″ зх. д. / 36.50556° пн. ш. 88.32500° зх. д. (36.505511, -88.324998).  За даними Бюро перепису населення США в 2010 році місто мало площу 0,96 км², уся площа — суходіл. В 2017 році площа становила 0,91 км², уся площа — суходіл.

## Демографія
Згідно з переписом 2010 року, у місті мешкало 410 осіб у 189 домогосподарствах у складі 106 родин. Густота населення становила 427 осіб/км².  Було 222 помешкання (231/км²).
Расовий склад населення:
| - 91,0 % — білих - 5,6 % — чорних або афроамериканців - 1,5 % — азіатів |

До двох чи більше рас належало 1,7 %. Частка іспаномовних становила 2,9 % від усіх жителів.
За віковим діапазоном населення розподілялося таким чином: 22,2 % — особи молодші 18 років, 61,9 % — особи у віці 18—64 років, 15,9 % — особи у віці 65 років та старші. Медіана віку мешканця становила 41,8 року. На 100 осіб жіночої статі у місті припадало 80,6 чоловіків;  на 100 жінок у віці від 18 років та старших — 78,2 чоловіків також старших 18 років.
Середній дохід на одне домашнє господарство  становив 38 490 доларів США (медіана — 36 250), а середній дохід на одну сім'ю — 44 621 долар (медіана — 42 188). Медіана доходів становила 33 958 доларів для чоловіків та 28 571 долар для жінок. За межею бідності перебувало 22,9 % осіб, у тому числі 30,9 % дітей у віці до 18 років та 9,5 % осіб у віці 65 років та старших.
Цивільне працевлаштоване населення становило 234 особи. Основні галузі зайнятості: освіта, охорона здоров'я та соціальна допомога — 22,2 %, виробництво — 15,8 %, роздрібна торгівля — 12,0 %, оптова торгівля — 9,0 %.